# Anatoli Isayev
Anatoli Konstantinovich Isayev (Moscou, 14 de julho de 1932 - 10 de julho de 2016) foi um futebolista e treinador russo, campeão olímpico. 

## Carreira
Anatoli Isayev fez parte do elenco medalha de ouro, nos Jogos Olímpicos de 1956.